# Мјуар Бич (Калифорнија)
Мјуар Бич (енгл. Muir Beach) насељено је место без административног статуса у америчкој савезној држави Калифорнија.

## Демографија
По попису из 2010. године број становника је 310, што је 15 (5,1%) становника више него 2000. године.
| Група             | 2000.       | 2010.       |
| Белци             | 269 (91,2%) | 278 (89,7%) |
| Афроамериканци    | 1 (0,3%)    | 5 (1,6%)    |
| Азијати           | 8 (2,7%)    | 12 (3,9%)   |
| Хиспаноамериканци | 6 (2,0%)    | 7 (2,3%)    |
| Укупно            | 295         | 310         |